# 白川博
白川 博（しらかわ ひろし、1932年 - 2006年3月3日）は、日本の元ショートトラックスピードスケート選手。元日本スケート連盟会長。東京都出身。旭日小綬章受章。

## 経歴
日本スケート連盟の副会長などを経て、2004年7月1日に久永勝一郎会長の辞任に伴い日本スケート連盟会長に就任する。同年の秋の勲章で旭日小綬章を受章。
1998年の長野オリンピックではショートトラックの競技委員長を務めた。
2006年3月3日、心不全のため74歳で死去した。後任の日本スケート連盟の会長には藤森光三副会長が6月30日の任期満了まで代行を務め、7月1日より橋本聖子参議院議員が会長職に就任した。

## 受賞
- 2004年 - 旭日小綬章